# فيلكالديا
فيلكالديا (الاسم العلمي: Fulcaldea) هو جنس، في فُصيلة برناديساوات، وضع التسمية العلمية  جان لوي ماري بواريه، وذلك في  1817.

## أصنوفات
الأصنوفات الأدنى لهذا الكائن:
- كود سباركل
- تحديث القائمة

نوع:Fulcaldea laurifolia 
اسم علمي: Fulcaldea laurifolia

نوع:Fulcaldea stuessyi 
اسم علمي: Fulcaldea stuessyi